# اوپرت
اوپرت روستایی در دهستان چاشم است که در شهرستان مهدیشهر واقع شده است.

## جمعیت
بر پایه سرشماری عمومی نفوس و مسکن در سال ۱۳۹۵ جمعیت این روستا ۳۳ نفر (۱۰خانوار) بوده‌است.